# Norman Nolan
Norman Lewis Nolan (Baltimore, Maryland, 20 de enero de 1976) es un exbaloncestista estadounidense. Mide 2.06 de estatura y su puesto natural de juego era el de pívot. Luego de una extensa carrera de quince años como deportista profesional que lo llevó por más de una docena de países distribuidos entre Europa, Asia y Latinoamérica, anunció su retiro oficial de las canchas a comienzo del mes de octubre de 2013. Había jugado en la NCAA como parte de los Virginia Cavaliers.

## Trayectoria profesional

### Clubes
| Club                          | País                 | Año         |
| ----------------------------- | -------------------- | ----------- |
| Rockford Lightning            | Estados Unidos       | 1998 - 1999 |
| Polluelos de Aibonito         | Puerto Rico          | 1999        |
| Pallacanestro Biella          | Italia               | 1999 - 2000 |
| Felice Scandone Avellino      | Italia               | 2000 - 2001 |
| Indios de Mayagüez            | Puerto Rico          | 2001        |
| PAOK Salónica BC              | Grecia               | 2001 - 2002 |
| Indios de Mayagüez            | Puerto Rico          | 2002        |
| CB Valladolid                 | España               | 2002        |
| Maroussi BC                   | Grecia               | 2002 - 2003 |
| Piratas de Quebradillas       | Puerto Rico          | 2003        |
| Roseto Basket                 | Italia               | 2003 - 2004 |
| Pallacanestro Varese          | Italia               | 2004 - 2005 |
| Baloncesto Fuenlabrada        | España               | 2005        |
| Changwon LG Sakers            | Corea del Sur        | 2005 - 2006 |
| Vaqueros de Bayamón           | Puerto Rico          | 2006        |
| Atléticos de San Germán       | Puerto Rico          | 2006        |
| Teramo Basket                 | Italia               | 2006 - 2007 |
| Scafati Basket                | Italia               | 2007        |
| Chorale Roanne Basket         | Francia              | 2007        |
| Al Muttahed Tripoli           | Líbano               | 2007 - 2008 |
| Al Qadsia                     | Kuwait               | 2008 - 2009 |
| Sagesse Beirut                | Líbano               | 2009        |
| Olímpico                      | Argentina            | 2009        |
| Cúcuta Norte                  | Colombia             | 2010        |
| Petrochimi Iman Harbour BC    | Irán                 | 2010        |
| Gaiteros del Zulia            | Venezuela            | 2011        |
| Argentino de Junín            | Argentina            | 2011        |
| Al Qadsia                     | Kuwait               | 2011        |
| Titanes del Distrito Nacional | República Dominicana | 2011        |
| Al Jahraa                     | Kuwait               | 2011 - 2013 |